# Ольчак-Роникер, Иоанна
Иоанна О́льчак-Рони́кер (пол. Joanna Olczak-Ronikier, 12 ноября 1934 года, Варшава, Польша) — польская писательница и публицист, одна из основателей краковского кабаре «Подвал под баранами».

## Творчество
В 1994 году написала монографию «Piwnica pod Baranami», посвящённую кабаре в Кракове и в 1998 году — биографию создателя кабаре «Подвал под баранами» Петра Скшинецкого. Также является автором пьесы под названием «Ja-Napoleon», которая была поставлена в 1968 году в Драматическом театре в Варшаве и сценария «Z biegiem lat, z biegiem dni…», сыгранного в 1978 году краковским Старым театром и поставленного Анджеем Вайдой. В 1980 году эта пьеса вышла в телевизионном варианте.
За книгу «W ogrodzie pamięci» (В саду памяти), опубликованную в 2001 году, получила в 2002 году литературную премию Нике. В октябре 2001 года получила за эту же книгу награду «Краковская книга месяца».
В 2011 году в издательстве W.A.B. вышла книга «Korczak. Próba biografii», за которую она получила награду «KLIO». В 2013 году получила награду имени Ежи Туровича, став пеё первым лауреатом.

## Семья
Родилась в польско-еврейской семье. Была дважды замужем. Первым мужем был германский журналист Людвиг Циммерер. Вторым мужем был польский переводчик Михал Роникер. Является внучкой издателя Якуба Мортковича и писательницы Янины Мортковичовой, дочерью поэтессы и писательницы Ганны Морткович-Ольчаковой и матерью писательницы и журналистки Катажины Циммерер.